# Giuseppe Giannuzzi
Giuseppe Giannuzzi (Altamura, 6 ottobre 1769 – Altamura, 7 giugno 1839) è stato un medico e politico italiano. Fu uno dei fratelli Giannuzzi (tra i quali si ricorda Mario Giannuzzi), noti per aver ucciso, il 18 gennaio 1799, Felice Schiraldi e suo padre (uomini del governatore regio) in piazza Duomo (Altamura); questo cagionò la fuga da Altamura del governatore regio Gennaro Taveri e innescò la Rivoluzione altamurana (1799). I Giannuzzi (e in particolare il fratello Mario) da quel momento in poi non abbandonarono più le armi.

## Biografia
Giuseppe Giannuzzi nacque ad Altamura il 6 ottobre 1769 da Ottavio Giannuzzi e Teresa Continisio. I suoi fratelli furono Luca Giannuzzi, Francesco Giannuzzi, Mario Giannuzzi e Nunzio Giannuzzi. Studiò presso l'Università degli Studi di Altamura e in seguito conseguì la laurea in medicina a Napoli nel 1790. Secondo quanto raccontato da Luca de Samuele Cagnazzi, esercitò la professione medica prima ad Altamura e poi a Trani. Sua moglie era Maria Luigia Santoro.
Durante la Rivoluzione altamurana (1799), fu uno degli esponenti più in vista della rivolta. In particolare, fu particolarmente intransigente e rigido nei confronti dei filoborbonici e degli antigiacobini, tanto che il cronista filoborbonico Vitangelo Bisceglia lo chiama "Robespierre". Allorché Attanasio Calderini "volle tentare un colpo" presentandosi al Comitato rivoluzionario di Foggia (organo della Repubblica Napoletana del 1799) e nominando in modo arbitrario come Municipalisti i nobili Viti e Melodia, Calderini fu esautorato e furono inviati al governo provvisorio due deputati altamurani al fine di chiedere conferma dei nominativi forniti da Calderini. I due deputati erano Giambattista Manfredi e Giuseppe Giannuzzi stesso.
Dopo i fatti del 1799, Giannuzzi fu catturato a Foggia, processato ed esiliato in Francia. Poté tornare nella sua città natale Altamura solo dopo la pace di Firenze (1801). Con il ritorno dei francesi nel Regno di Napoli, prima con Giuseppe Bonaparte e poi 
con Gioacchino Murat, fu riabilitato e tenuto in considerazione dai rispettivi governi. Fu anche iscritto alla Carboneria (rivestendo alcune cariche direttive all'interno della Carboneria di Altamura) e sostenne gli ideali liberali; dopo i moti del 1820 e il ritiro della costituzione da parte di re Ferdinando I delle Due Sicilie, fu escluso da tutte le cariche pubbliche. Si spense ad Altamura il 7 giugno 1839.

## Cariche ricoperte
- Deputato dell'armata durante la Rivoluzione altamurana (1799);[5]
- Decurione consigliere della città di Altamura (1809);
- Deputato per la "conversione della Casa Comunale di Altamura in Corte d'Appello" (insieme al dottot Diego Giorgio);[4]
- Consigliere e Direttore dei carbonari di Altamura.[4]